# Anastasija Charitonova
Anastasija Aleksandrovna Charitonova (ryska: Анастаси́я Алекса́ндровна Харито́нова), född Sergejevna (ryska: Серге́ева) den 6 februari 1987, är en rysk kanotist.
Hon tog bland annat VM-brons i K-1 4 x 200 meter i samband med sprintvärldsmästerskapen i kanotsport 2010 i Poznań.
Charitonova är sedan 2013 gift med kanotisten Oleg Charitonov.